# 小行星5239
小行星5239（英語：5239 Reiki）是一颗围绕太阳公转的小行星。1990年11月14日，泉川俊英、村松修在八之岳发现了此天体。
这颗小行星的绝对星等为354.56267等。